# Lijst van afleveringen van Walker, Texas Ranger
Dit is een lijst met afleveringen van de Amerikaanse televisieserie Walker, Texas Ranger. De serie telt 9 seizoenen. Een overzicht van alle afleveringen is hieronder te vinden.

## Seizoen 1
| Nr. | Titel aflevering      | Uitzenddatum VS |
| --- | --------------------- | --------------- |
| 1   | One Riot, One Ranger  | 21 april 1993   |
| 2   | Borderline            | 24 april 1993   |
| 3   | A Shadow in the Night | 1 mei 1993      |

## Seizoen 2
| Nr. | Titel aflevering                 | Uitzenddatum VS   |
| --- | -------------------------------- | ----------------- |
| 1   | Bounty                           | 25 september 1993 |
| 2   | Storm Warning                    | 2 oktober 1993    |
| 3   | In the Name of God               | 30 oktober 1993   |
| 4   | Crime Wave Dave                  | 6 november 1993   |
| 5   | End Run                          | 13 november 1993  |
| 6   | Family Matters                   | 20 november 1993  |
| 7   | She'll Do to Ride the River With | 24 november 1993  |
| 8   | Unfinished Business              | 27 november 1993  |
| 9   | An Innocent Man                  | 4 december 1993   |
| 10  | Night of the Gladiator           | 11 december 1993  |
| 11  | The Legend of Running Bear       | 8 januari 1994    |
| 12  | Something in the Shadows: Part 1 | 15 januari 1994   |
| 13  | Something in the Shadows: Part 2 | 22 januari 1994   |
| 14  | On Deadly Ground                 | 29 januari 1994   |
| 15  | Right Man, Wrong Time            | 5 februari 1994   |
| 16  | The Prodigal Son                 | 5 maart 1994      |
| 17  | The Committee                    | 12 maart 1994     |
| 18  | Deadly Vision                    | 26 maart 1994     |
| 19  | Skyjacked                        | 2 april 1994      |
| 20  | The Long Haul                    | 9 april 1994      |
| 21  | Rampage                          | 30 april 1994     |
| 22  | Deadly Reunion                   | 14 mei 1994       |
| 23  | Stolen Lullaby                   | 21 mei 1994       |

## Seizoen 3
| Nr. | Titel aflevering        | Uitzenddatum VS   |
| --- | ----------------------- | ----------------- |
| 1   | Badge of Honor          | 24 september 1994 |
| 2   | Branded                 | 1 oktober 1994    |
| 3   | Silk Dreams             | 8 oktober 1994    |
| 4   | Mustangs                | 15 oktober 1994   |
| 5   | Till Death Do Us Part   | 22 oktober 1994   |
| 6   | Rainbow Warrior         | 5 november 1994   |
| 7   | The Road to Black Bayou | 19 november 1994  |
| 8   | Line of Fire            | 26 november 1994  |
| 9   | Payback                 | 10 december 1994  |
| 10  | Tiger's Eye             | 17 december 1994  |
| 11  | The Big Bingo Bamboozle | 7 januari 1995    |
| 12  | Money Train             | 14 januari 1995   |
| 13  | Mean Streets            | 28 januari 1995   |
| 14  | Cowboy                  | 4 februari 1995   |
| 15  | War Zone                | 11 februari 1995  |
| 16  | Trust No One            | 18 februari 1995  |
| 17  | Blue Movies             | 25 februari 1995  |
| 18  | On Sacred Ground        | 11 maart 1995     |
| 19  | Case Closed             | 29 april 1995     |
| 20  | Flashback               | 6 mei 1995        |
| 21  | Standoff                | 13 mei 1995       |

## Seizoen 4
| Nr. | Titel aflevering        | Uitzenddatum VS   |
| --- | ----------------------- | ----------------- |
| 1   | Blown Apart             | 23 september 1995 |
| 2   | Deep Cover              | 30 september 1995 |
| 3   | The Guardians           | 7 oktober 1995    |
| 4   | Collision Course        | 14 oktober 1995   |
| 5   | Point After             | 21 oktober 1995   |
| 6   | Evil in the Night       | 4 november 1995   |
| 7   | Final Justice           | 11 november 1995  |
| 8   | The Lynching            | 18 november 1995  |
| 9   | Whitewater: Part 1      | 25 november 1995  |
| 10  | Whitewater: Part 2      | 2 december 1995   |
| 11  | The Covenant            | 9 december 1995   |
| 12  | Rodeo                   | 6 januari 1996    |
| 13  | Flashpoint              | 13 januari 1996   |
| 14  | Break-In                | 20 januari 1996   |
| 15  | The Return of LaRue     | 3 februari 1996   |
| 16  | The Juggernaut          | 10 februari 1996  |
| 17  | El Coyote: Part 1       | 17 februari 1996  |
| 18  | El Coyote: Part 2       | 24 februari 1996  |
| 19  | The Avenger             | 2 maart 1996      |
| 20  | Behind the Badge        | 23 maart 1996     |
| 21  | Blackout                | 6 april 1996      |
| 22  | Deadline                | 13 april 1996     |
| 23  | The Siege               | 27 april 1996     |
| 24  | The Moscow Connection   | 4 mei 1996        |
| 25  | Miracle at Middle Creek | 11 mei 1996       |
| 26  | Hall of Fame            | 18 mei 1996       |

## Seizoen 5
| Nr. | Titel aflevering        | Uitzenddatum VS   |
| --- | ----------------------- | ----------------- |
| 1   | Higher Power            | 21 september 1996 |
| 2   | Patriot                 | 28 september 1996 |
| 3   | Ghost Rider             | 5 oktober 1996    |
| 4   | The Brotherhood         | 12 oktober 1996   |
| 5   | Plague                  | 19 oktober 1996   |
| 6   | Redemption              | 26 oktober 1996   |
| 7   | Codename: Dragonfly     | 2 november 1996   |
| 8   | A Silent Cry            | 9 november 1996   |
| 9   | Swan Song               | 16 november 1996  |
| 10  | Cyclone                 | 23 november 1996  |
| 11  | Lucky                   | 30 november 1996  |
| 12  | The Deadliest Man Alive | 14 december 1996  |
| 13  | A Ranger Christmas      | 21 december 1996  |
| 14  | Mayday                  | 11 januari 1997   |
| 15  | Last Hope               | 18 januari 1997   |
| 16  | Full Contact            | 1 februari 1997   |
| 17  | 99th Ranger             | 8 februari 1997   |
| 18  | Devil's Turf            | 15 februari 1997  |
| 19  | Days Past               | 22 februari 1997  |
| 20  | Trial of LaRue          | 8 maart 1997      |
| 21  | Heart of the Dragon     | 5 april 1997      |
| 22  | The Neighborhood        | 26 april 1997     |
| 23  | A Father's Image        | 3 mei 1997        |
| 24  | Sons of Thunder         | 4 mei 1997        |
| 25  | Texas vs. Cahill        | 10 mei 1997       |
| 26  | Rookie                  | 17 mei 1997       |

## Seizoen 6
| Nr. | Titel aflevering        | Uitzenddatum VS   |
| --- | ----------------------- | ----------------- |
| 1   | The Fighting McLains    | 27 september 1997 |
| 2   | Iceman                  | 4 oktober 1997    |
| 3   | Lucas: Part 1           | 11 oktober 1997   |
| 4   | Lucas: Part 2           | 18 oktober 1997   |
| 5   | Forgotten People        | 25 oktober 1997   |
| 6   | Last of a Breed: Part 1 | 1 november 1997   |
| 7   | Last of a Breed: Part 2 | 8 november 1997   |
| 8   | Brainchild              | 15 november 1997  |
| 9   | Mr. Justice             | 22 november 1997  |
| 10  | Rainbow's End           | 6 december 1997   |
| 11  | A Woman's Place         | 13 december 1997  |
| 12  | Small Blessings         | 20 december 1997  |
| 13  | Tribe                   | 3 januari 1998    |
| 14  | Saving Grace            | 10 januari 1998   |
| 15  | Money Talks             | 17 januari 1998   |
| 16  | Crusader                | 31 januari 1998   |
| 17  | In God's Hands          | 28 februari 1998  |
| 18  | Undercover              | 7 maart 1998      |
| 19  | Everyday Heroes         | 21 maart 1998     |
| 20  | Warriors                | 4 april 1998      |
| 21  | Angel                   | 18 april 1998     |
| 22  | The Soul of Winter      | 25 april 1998     |
| 23  | Circle of Life          | 2 mei 1998        |
| 24  | Test of Faith           | 9 mei 1998        |
| 25  | The Wedding: Part 1     | 16 mei 1998       |

## Seizoen 7
| Nr. | Titel aflevering          | Uitzenddatum VS   |
| --- | ------------------------- | ----------------- |
| 1   | The Wedding: Part 2       | 26 september 1998 |
| 2   | Trackdown                 | 3 oktober 1998    |
| 3   | Royal Heist               | 10 oktober 1998   |
| 4   | War Cry                   | 17 oktober 1998   |
| 5   | Code of the West          | 24 oktober 1998   |
| 6   | The Children of Halloween | 31 oktober 1998   |
| 7   | Survival                  | 7 november 1998   |
| 8   | Second Chance             | 14 november 1998  |
| 9   | Paradise Trail            | [21 november 1998 |
| 10  | Eyes of a Ranger          | 5 december 1998   |
| 11  | On the Border             | [12 december 1998 |
| 12  | Lost Boys                 | 9 januari 1999    |
| 13  | Special Witness           | 16 januari 1999   |
| 14  | The Principal             | 6 februari 1999   |
| 15  | Team Cherokee: Part 1     | 13 februari 1999  |
| 16  | Team Cherokee: Part 2     | 20 februari 1999  |
| 17  | Livegirls.now             | 27 februari 1999  |
| 18  | No Way Out                | 24 april 1999     |
| 19  | Brothers in Arms          | 1 mei 1999        |
| 20  | Mind Games                | 8 mei 1999        |
| 21  | Power Angels              | 15 mei 1999       |
| 22  | Jacob's Ladder            | 15 mei 1999       |
| 23  | In Harm's Way: Part 1     | 22 mei 1999       |

## Seizoen 8
| Nr. | Titel aflevering                | Uitzenddatum VS   |
| --- | ------------------------------- | ----------------- |
| 1   | In Harm's Way: Part 2           | 25 september 1999 |
| 2   | Countdown                       | 2 oktober 1999    |
| 3   | Safe House                      | 9 oktober 1999    |
| 4   | Way of the Warrior              | 16 oktober 1999   |
| 5   | Tall Cotton                     | 23 oktober 1999   |
| 6   | The Lynn Sisters                | 30 oktober 1999   |
| 7   | Suspicious Minds                | 6 november 1999   |
| 8   | Widow Maker                     | 13 november 1999  |
| 9   | Fight or Die                    | 20 november 1999  |
| 10  | Rise to the Occasion            | 27 november 1999  |
| 11  | Full Recovery                   | 11 december 1999  |
| 12  | A Matter of Faith               | 18 december 1999  |
| 13  | Vision Quest                    | 8 januari 2000    |
| 14  | A Matter of Principle           | 15 januari 2000   |
| 15  | Thunderhawk                     | 5 februari 2000   |
| 16  | Justice Delayed                 | 12 februari 2000  |
| 17  | The Day of Cleansing: Part 2    | 19 februari 2000  |
| 18  | Black Dragons                   | 26 februari 2000  |
| 19  | Soldiers of Hate                | 18 maart 2000     |
| 20  | The General's Return            | 8 april 2000      |
| 21  | Showdown at Casa Diablo: Part 1 | 29 april 2000     |
| 22  | Showdown at Casa Diablo: Part 2 | 6 mei 2000        |
| 23  | The Bachelor Party              | 13 mei 2000       |
| 24  | Wedding Bells: Part 1           | 20 mei 2000       |
| 25  | Wedding Bells: Part 2           | 20 mei 2000       |

## Seizoen 9
| Nr. | Titel aflevering           | Uitzenddatum VS  |
| --- | -------------------------- | ---------------- |
| 1   | Home of the Brave          | 7 oktober 2000   |
| 2   | Deadly Situation           | 14 oktober 2000  |
| 3   | White Buffalo              | 21 oktober 2000  |
| 4   | The Avenging Angel         | 28 oktober 2000  |
| 5   | Winds of Change            | 4 november 2000  |
| 6   | Lazarus                    | 11 november 2000 |
| 7   | Turning Point              | 18 november 2000 |
| 8   | Retribution                | 25 november 2000 |
| 9   | Child of Hope              | 9 december 2000  |
| 10  | Faith                      | 16 december 2000 |
| 11  | Golden Boy                 | 31 juli 2000     |
| 12  | Desperate Measures         | 20 januari 2001  |
| 13  | Division Street            | 3 februari 2001  |
| 14  | Saturday Night             | 10 februari 2001 |
| 15  | Justice for All            | 17 februari 2001 |
| 16  | 6 Hours                    | 14 april 2001    |
| 17  | Medieval Crimes            | 21 april 2001    |
| 18  | Legends                    | 21 april 2001    |
| 19  | Unsafe Speed               | 28 april 2001    |
| 20  | Without a Sound            | 28 april 2001    |
| 21  | Blood Diamonds             | 5 mei 2001       |
| 22  | Reel Rangers               | 5 mei 2001       |
| 23  | The Final Showdown: Part 1 | 19 mei 2001      |
| 24  | The Final Showdown: Part 2 | 19 mei 2001      |